# 세인트클레어호 (북아메리카)

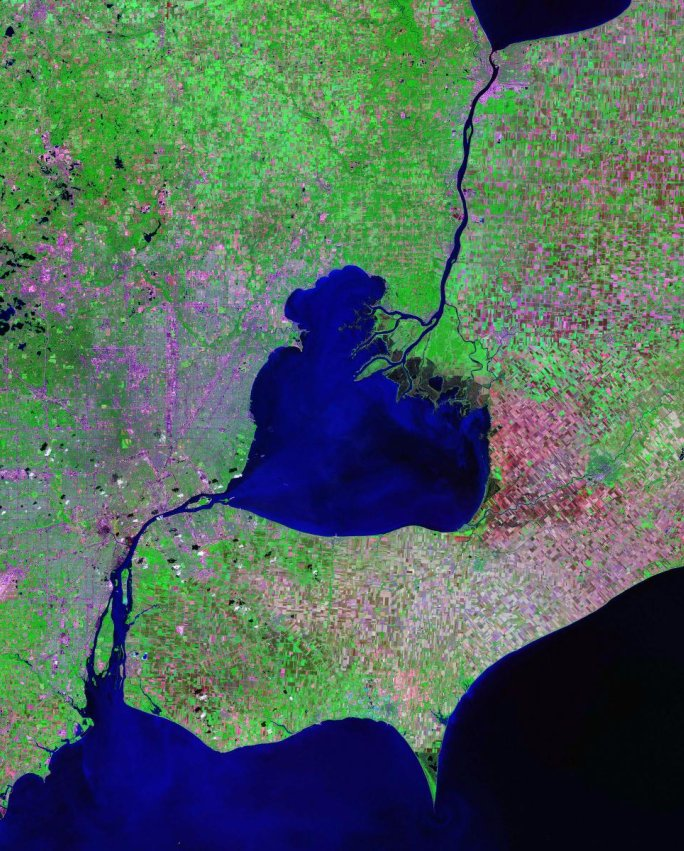
세인트클레어호의 위성 사진. 북쪽으로 휴런호에서 흘러나오는 세인트클레어강이, 남쪽으로 이리호로 흘러가는 디트로이트강이 보인다.

세인트클레어호의 위치

세인트클레어호(Lake St. Clair, 프랑스어: Lac Sainte-Claire)는 미국 미시간주와 캐나다 온타리오주 사이에 있는 호수로 디트로이트의 북동쪽 10km에 위치한다. 오대호 수계에 속한 호수로 휴런호와 이리호 사이에 놓여 있으며, 면적은 약 1,114km2이다. 남북으로 42km, 동서로 37km 폭이다.

## 같이 보기
- 디트로이트강